# Anne Vallayer-Coster
Pour les articles homonymes, voir Vallayer.
Anne Vallayer-Coster (Coster), née Anne Vallayer le 21 décembre 1744 à Paris où elle est morte le 28 février 1818, est une artiste peintre française majeure du XVIIIe siècle du mouvement rococo, surtout connue pour ses natures mortes.
Elle accède à la notoriété et à la reconnaissance très tôt dans sa carrière, en étant admise à l'Académie royale de peinture et de sculpture en 1770, à l'âge de vingt-six ans. Elle est ainsi l'une des quatorze femmes acceptées à l'Académie avant la Révolution française.
Malgré le faible statut de la nature morte à cette époque, ses compétences, notamment dans la représentation des fleurs, suscitent rapidement une grande attention de la part des collectionneurs et d'autres artistes. Son « talent précoce et les critiques élogieuses » lui valent l'attention de la cour de France, et la reine Marie-Antoinette s'intéresse tout particulièrement à ses tableaux. Si elle survit à l'effusion de sang de la Terreur, la chute de la monarchie entraîne cependant un déclin de sa réputation, ses principaux mécènes étant des aristocrates et des soutiens de l'Ancien Régime.
Outre les natures mortes, elle peint des portraits et des peintures de genre, mais en raison des restrictions imposées aux femmes à l'époque, son succès dans la peinture de personnages demeure limité.

## Biographie

### Jeunesse
Anne Vallayer nait en 1744 sur les bords de la Bièvre près de la Seine. Elle est l'une des quatre filles de Joseph Vallayer, orfèvre travaillant pour le roi à l'hôtel royal des Gobelins, et d'Anne Cornut de La Fontaine. On peut supposer que l'entreprise familiale de tapisserie a eu une certaine influence sur son intérêt et ses compétences pour l'art. Beaucoup de ses tableaux ont en effet été copiés en tapisseries par la Manufacture Nationale des Gobelins. Comme son enfance se passe à la manufacture entourée d'artisans d'art, elle a l'occasion d'en découvrir tout le fonctionnement.
En 1754, son père emménage avec sa famille à Paris. Anne Vallayer ne semble pas entrer dans l'atelier d'un peintre professionnel, peut-être parce qu'un tel apprentissage auprès d'un homme non apparenté est difficile pour une femme respectable. Comme d'autres femmes artistes de l'époque, elle est effectivement formée par son père ; mais apprend aussi d'autres sources dont la peintre naturaliste Françoise Basseporte « dessinatrice du Jardin royal des plantes médicinales », et le célèbre peintre marin Claude Joseph Vernet.

### Débuts de carrière

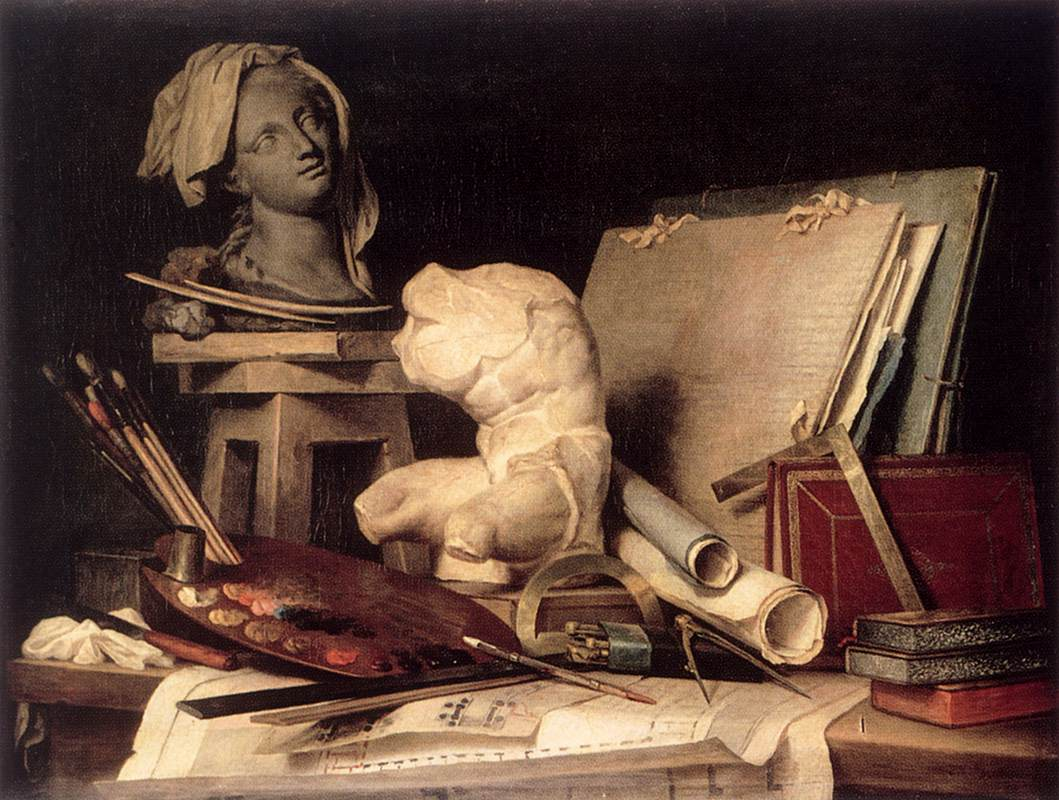
Les Attributs de la peinture, de la sculpture et de l’architecture.

À l'âge de vingt-six ans, Anne Vallayer n'a toujours ni nom ni mécène, ce qui s'avère être un problème inquiétant pour elle. À contrecœur, elle soumet en 1770, deux de ses natures mortes, Les Attributs de la peinture, de la sculpture et de l’architecture et Les Attributs de la musique (des œuvres qui sont aujourd'hui toutes deux dans les fonds du musée du Louvre), à l'Académie royale de peinture et de sculpture, comme pièces de réception. Elle est élue à l'unanimité à l'Académie royale le 28 juillet 1770 après que les académiciens aient vu ses peintures, faisant d'elle l'une des quatorze femmes acceptées à l'Académie avant la Révolution française. Ce moment de succès est cependant assombri par la mort de son père. Immédiatement, sa mère reprend l'entreprise familiale, ce qui est assez courant à cette époque, et Anne Vallayer continue à travailler pour aider à subvenir aux besoins de sa famille.
En plus de ses peintures Les Attributs de la peinture, de la sculpture et de l’architecture et Les Attributs de la musique, neuf autres de ses peintures, dont certaines avaient déjà été soumises aux académiciens, sont exposées au Salon de 1771, comme le tableau Panaches de mer, Lithophytes et Coquilles avec son pendant. La critique se montre très enthousiaste à l'égard de la jeune femme. Commentant l'exposition du Salon de 1771, l'encyclopédiste Denis Diderot note que « si tous les nouveaux membres de l'Académie royale faisaient une exposition comme celle de Mademoiselle Vallayer et maintenaient le même haut niveau de qualité, le Salon serait très différent ! », ajoutant : « Quelle vérité, et quelle vigueur dans ce tableau ! Mme Vallayer nous étonne autant qu’elle nous enchante. C’est la nature, rendue ici avec une force et une vérité inconcevable, et en même temps une harmonie de couleur qui séduit ». Bien qu'elle soit connue à cette époque pour ses natures mortes, ses portraits ont aujourd'hui gagné en reconnaissance : son Portrait d'une violoniste de 1773 est ainsi acheté par le Nationalmuseum de Stockholm en 2015.

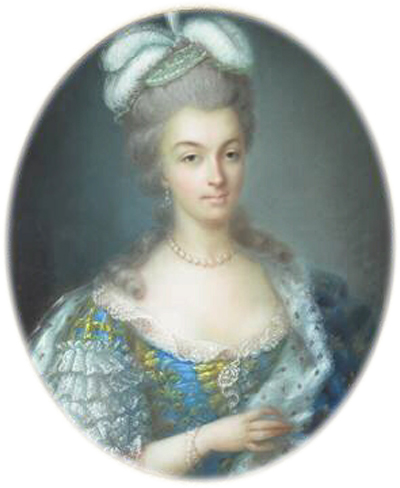
Portrait de Marie Antoinette, pastel, 1780.

Anne Vallayer expose sa première nature morte florale en 1775, et se fait ensuite connaître surtout comme peintre de fleurs. Quatre ans plus tard, elle commence à bénéficier du patronage de la reine Marie-Antoinette. Grâce à ses relations avec la cour et à la pression de la reine, elle reçoit un espace au Louvre en 1781, ce qui est inhabituel pour les femmes artistes.
Peu de temps après, le 23 avril 1781, en présence de Marie-Antoinette, à la cour de Versailles, elle épouse Jean-Pierre-Silvestre Coster, riche avocat au parlement et receveur général, membre respecté d'une puissante famille lorraine. Marie-Antoinette signe le contrat de mariage en qualité de témoin,. Elle se fait dès lors appelée Anne Vallayer-Coster. Le titre de noblesse de robe appartient alors aux rangs les plus élevés de la bourgeoisie ; un office est associé à ce titre prestigieux, qui, traditionnellement à cette époque, est acheté de père en fils, le rendant presque impossible à distinguer de la noblesse d'épée.
Au salon de 1777, elle présente sa nature morte Le Vase de Porcelaine de Chine, avec son pendant Des Armures et un Buste de Minerve.
Elle devient cheffe du cabinet de peinture de la reine Marie-Antoinette, ainsi que sa professeure de dessin.

### Reconnaissance
Anne Vallayer-Coster reçoit une reconnaissance précoce de sa carrière après avoir été élue associée et membre à part entière de l'Académie royale en 1770. Ses stratégies pour amorcer et poursuivre sa carrière professionnelle sont remarquables. Elle devient membre de l'Académie et réussit une carrière professionnelle de premier plan à la fin du XVIIIe siècle, lorsque la résistance aux femmes dans la sphère publique s'accentue et que l'Académie est plus résistante que jamais à l'accueil des femmes dans ses rangs. Anne Vallayer-Coster n'est pas seulement une artiste vertueuse, mais une habile diplomate et négociatrice, parfaitement consciente à la fois des intérêts de ses mécènes potentiels et de sa propre position inhabituelle en tant que femme artiste de premier plan.

### Dernières années

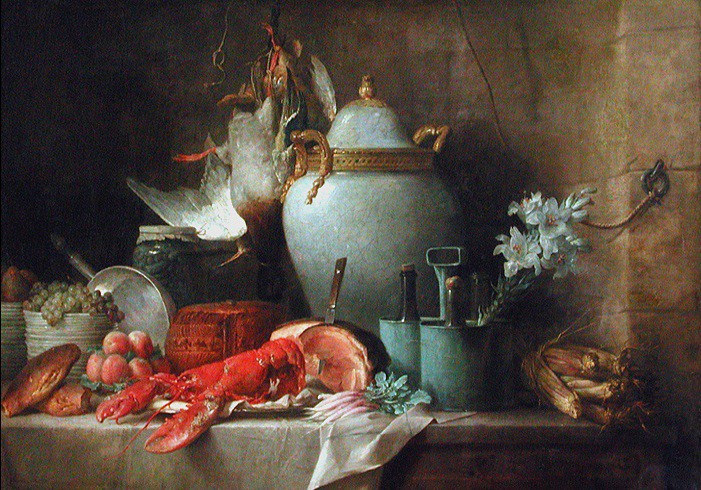
Nature morte au homard, vers 1817, musée du Louvre.

Avec la Terreur en 1793, l'Ancien Régime, qui jusqu'alors a soutenu Anne Vallayer-Coster, disparait. Malgré son statut de noble et son lien avec le trône, elle évite le pandémonium de la Révolution française, mais la chute de la monarchie française affecte sa carrière. Il est prouvé que pendant cette période de déclin de sa carrière, elle travaille pour la manufacture de tapisserie des Gobelins afin de poursuivre ses efforts artistiques. Bien que sous le règne de Napoléon Ier, l'impératrice Joséphine lui achète deux œuvres en 1804, sa réputation est amoindrie. Elle se concentre sur les peintures florales à l'huile, à l'aquarelle et à la gouache. 
En 1817, elle expose Nature morte au homard au Salon de peinture et de sculpture de Paris. Dans ce dernier tableau exposé, elle réussit ce qu'un expert a appelé « un résumé de sa carrière », représentant la plupart de ses sujets précédents réunis dans une œuvre dont elle fait don au roi Louis XVIII. Il existe des preuves qu'Anne Vallayer-Coster la donne au roi comme une expression de sa joie en tant que fidèle partisan des Bourbon à travers les années turbulentes de la Révolution et de l'impérialisme napoléonien.
Elle meurt en 1818 à l'âge de soixante-treize ans après avoir peint plus de 120 natures mortes, toujours avec un éclat coloriste distinctif.

## Style et technique

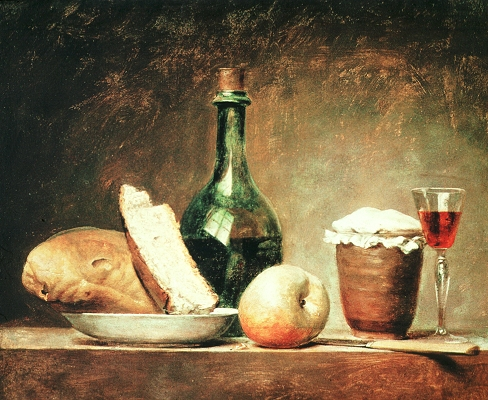
Nature morte à la bouteille ronde.

Anne Vallayer-Coster travaille principalement des variétés de natures mortes développées au cours des XVIIe et XVIIIe siècles. La morale conventionnelle empêche alors les femmes artistes de dessiner à partir du modèle nu, qui est la base nécessaire pour les genres supérieurs. La nature morte, considérée comme le moins intellectuel des genres et le plus bas dans la hiérarchie académique, est donc considérée comme le sujet approprié pour les artistes féminines. Tout en acceptant cette limitation afin d'être admise à l'Académie, principal vecteur du mécénat royal, Anne Vallayer-Coster consacre ses formidables capacités techniques à la nature morte, créant des œuvres d'un sérieux indéniable et d'un réel intérêt visuel.
Elle utilise l'huile sur toile pour la plupart de ses peintures. Elle atteint une grande vraisemblance dans la représentation des matériaux et des textures par l'utilisation de coups de pinceau précis et finement fondus. Selon l'historienne de l'art Marianne Roland Michel, ce sont « les lignes décoratives audacieuses de ses compositions, la richesse de ses couleurs et de ses textures simulées, et les exploits d'illusionnisme qu'elle a réalisés en représentant une grande variété d'objets, à la fois naturels et artificiels » qui attirent l'attention de l'Académie royale et des nombreux collectionneurs qui achètent ses toiles. Cette interaction entre l'art et la nature est assez courante dans les natures mortes néerlandaises, flamandes et françaises. Son travail révèle l'influence évidente de Jean Siméon Chardin, ainsi que des maîtres hollandais du XVIIe siècle, dont le travail a été beaucoup plus apprécié, mais sa façon de fusionner l'illusionnisme représentationnel avec des structures compositionnelles décoratives distingue son style des autres peintres de natures mortes,. Son objectif est de donner un aspect de grandeur à tout ce qu'elle peint ; ce faisant, elle crée un sentiment supplémentaire de stabilité et de plénitude. Le critique John Haber, qui décrit son travail comme manquant d'intériorité, dit que la solidité et la matérialité rassurante de ses compositions séduisaient les banquiers d'élite et les aristocrates, qui pouvaient apprécier son rendu de « placages contrastés de différents bois » ou « une collection extravagante de corail, de coquillages, des choses qui ont mis des années à voir le jour et qui dureront des décennies. »

## Expositions et acquisitions
En 2002-2003, plus de trente-cinq peintures d'Anne Vallayer-Coster, fournies à la fois par des musées et des collectionneurs privés de France et des États-Unis, sont exposées à la National Gallery of Art, à The Frick Collection et au musée des Beaux-Arts de Nancy,. L'exposition Anne Vallayer-Coster : Peintre de la cour de Marie-Antoinette est la première exposition à fournir une représentation complète et appropriée de ses peintures. Elle est organisée par le musée d'Art de Dallas et par Eik Kahng,. L'exposition comprend aussi des œuvres de Jean Siméon Chardin, son aîné et célèbre maître de la nature morte, et de son contemporain Henri-Horace Roland Delaporte, entre autres.
En juin 2015, le Nationalmuseum de Stockholm a ajouté le Portrait d'une violoniste de 1773 à sa collection de peinture française du XVIIIe siècle. Le Nationalmuseum est également en possession de la Nature morte avec brioche, fruits et légumes de 1775 et de sa Nature morte florale miniature non datée. 
En mars 2019, le musée d'Art Kimbell du Texas a acquis le tableau de 1787 intitulé Nature morte au maquereau.
La National Gallery of Art (Galerie nationale d'art) de Washington acquiert fin 2023, un grand tableau de 1783, intitulé "Nature morte avec des fleurs dans un vase d'albâtre et fruits" pour enrichir sa collection de tableaux de femmes peintres.
La dernière exposition consacrée à l'artiste s'est tenue en 2023 avec le catalogue suivant : Éric Coatalem, Jean-Patrice Marandel, Sophie Mouquin, Christophe Huchet de Quénetain, Anne Vallayer-Coster, protégée de Marie-Antoinette, cat. exp. Paris, Galerie Éric Coatalem, 2 novembre-16 décembre 2023, Paris, Galerie Éric Coatalem, 2023.

## Œuvres
Esprit encyclopédique du temps où l'Art se mêle à la Science dans une même aspiration vers le Progrès, elle a repris épisodiquement, mêlé avec d'autres motifs, le thème des panachés de mer et des coquillages : Un vase de porcelaine de la Chine avec plantes marines, coquillages et différentes espèces de minéraux, 1776, coll. particulière ; Une figure de l'Étude, en marbre blanc, groupée avec des madrépores, des coquillages et des minéraux, coll. particulière.
- Les Attributs de la Peinture, de la Sculpture et de l’Architecture pendant : Instruments de musique, 1769, pièce de réception à l’admission de l'Académie royale de peinture et de sculpture
- Instruments de musique, 1770, huile sur toile, 88 × 116 cm, musée du Louvre, Paris[20]
- Panaches de mer, Lithophytes et Coquilles (pendant de Vase, minéraux et cristallisations, disparu depuis la vente du prince de Conti en 1777), 1769, huile sur toile, 130 × 197 cm, musée du Louvre, Paris[10]
- Instruments de Musique, 1769, son pendant[21], musée du Louvre
- Portrait d'une violoniste, 1773, Nationalmuseum, Stockholm[22]
- Nature morte avec brioche, fruits et légumes, 1775, huile sur toile, 45 × 55 cm, Nationalmuseum, Stockholm, Brioche, Stockholm
- Un vase de porcelaine de chine, avec plantes marines, coquillages et différentes espèces de minéraux, 1776, huile sur toile, 108 × 139 cm, Collection particulière[7]
- Portrait de Joseph Charles Roëttiers, sculpteur, graveur en médailles et orfèvre (1692-1779), 1777, Chateau de Versailles[23]
- Nature morte aux pêches et gobelet en argent, 1778, huile sur toile, 31,1 × 40,5 cm, Musée des beaux-arts de Montréal[24]
- Vase de Fleurs et coquille de conque, 1780, huile sur toile, 50 × 50 cm ovale, Metropolitan Museum, New York[25]
- Nature morte: fleurs et fruits, (1787), huile sur toile monté sur cadre d'origine, cadre doré par Louis-François Chatard (vers 1749-1819), 64 × 54 cm, encadrement, montage : Haut 85, larg. 73 cm, musée d'art et d'histoire de Genève, legs Gustave Revilliod, Genève, 1890
- Nature morte de maquereau, verrerie, miche de pain et citrons sur une table avec un drap blanc, 1787, huile sur toile, 49 × 60 cm, Fort Worth, Kimbell Art Museum
- Vase, homard, fruits et gibier ou Nature morte au homard, 1817, huile sur toile, 116 × 178 cm, musée du Louvre, Paris[26]
- Bouquet de fleurs dans un verre d'eau, huile sur toile, 33 × 24 cm, musée des beaux-arts de Carcassonne[27]
- Nature morte au lièvre, huile sur toile, 102 × 81 cm, musée des beaux-arts de Reims[28]
- Panier de raisins, 1774, huile sur toile, 38 × 46 cm, musée des beaux-arts de Nancy
- Vase de fleurs, après 1781, huile sur toile; 40 × 31 cm, musée des Beaux-arts de Nancy

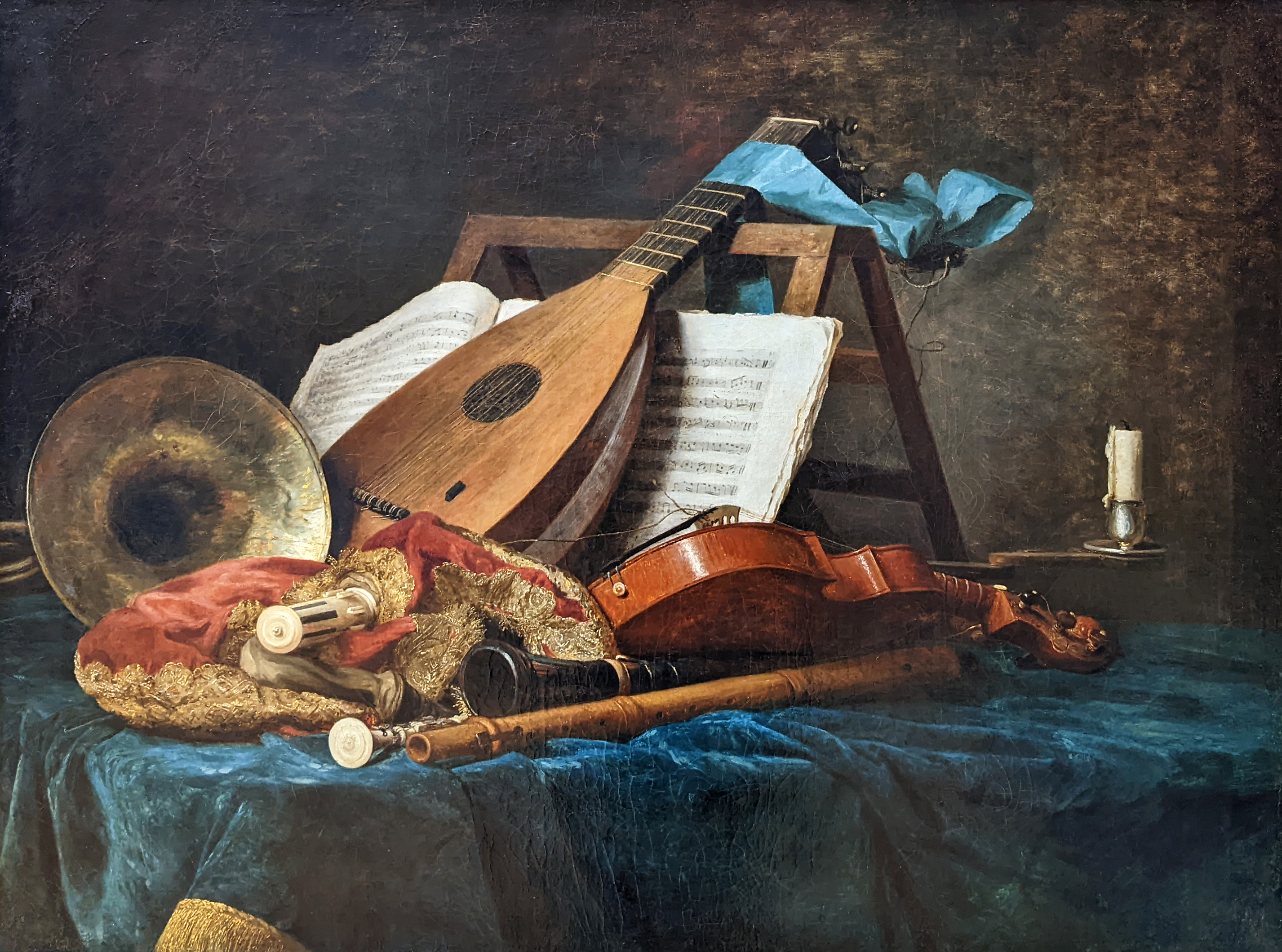
Instruments de musique 1769, musée du Louvre.
Portrait d'une violoniste 1773, Stockholm.
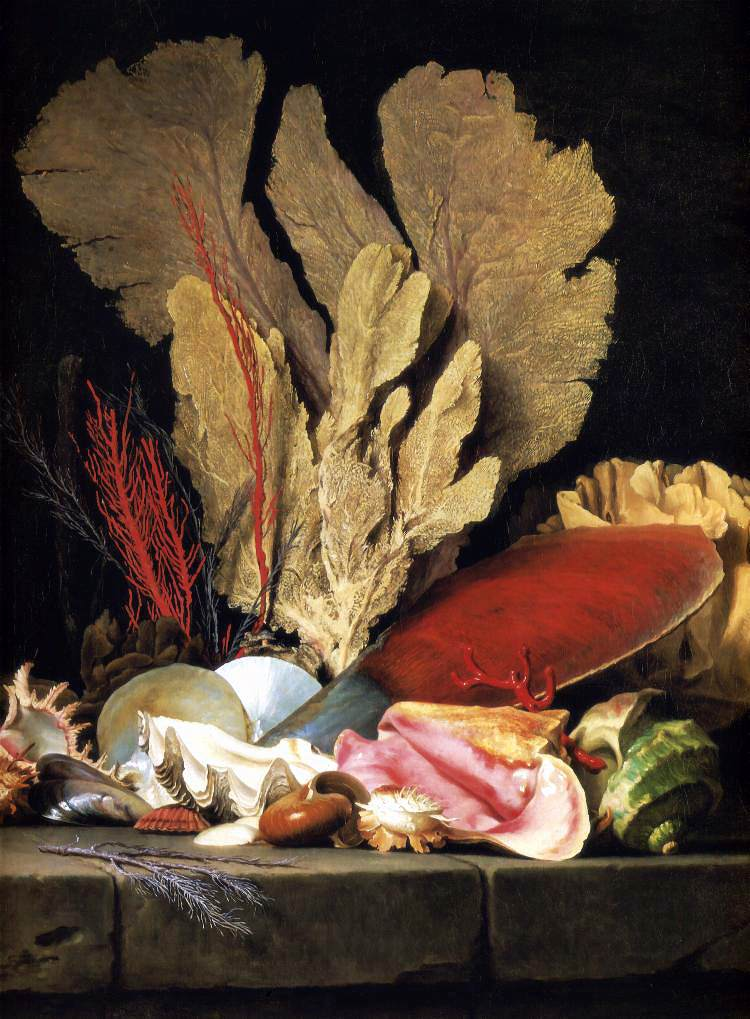
Panaches de mer, Lithophytes et Coquilles, 1769 musée du Louvre.
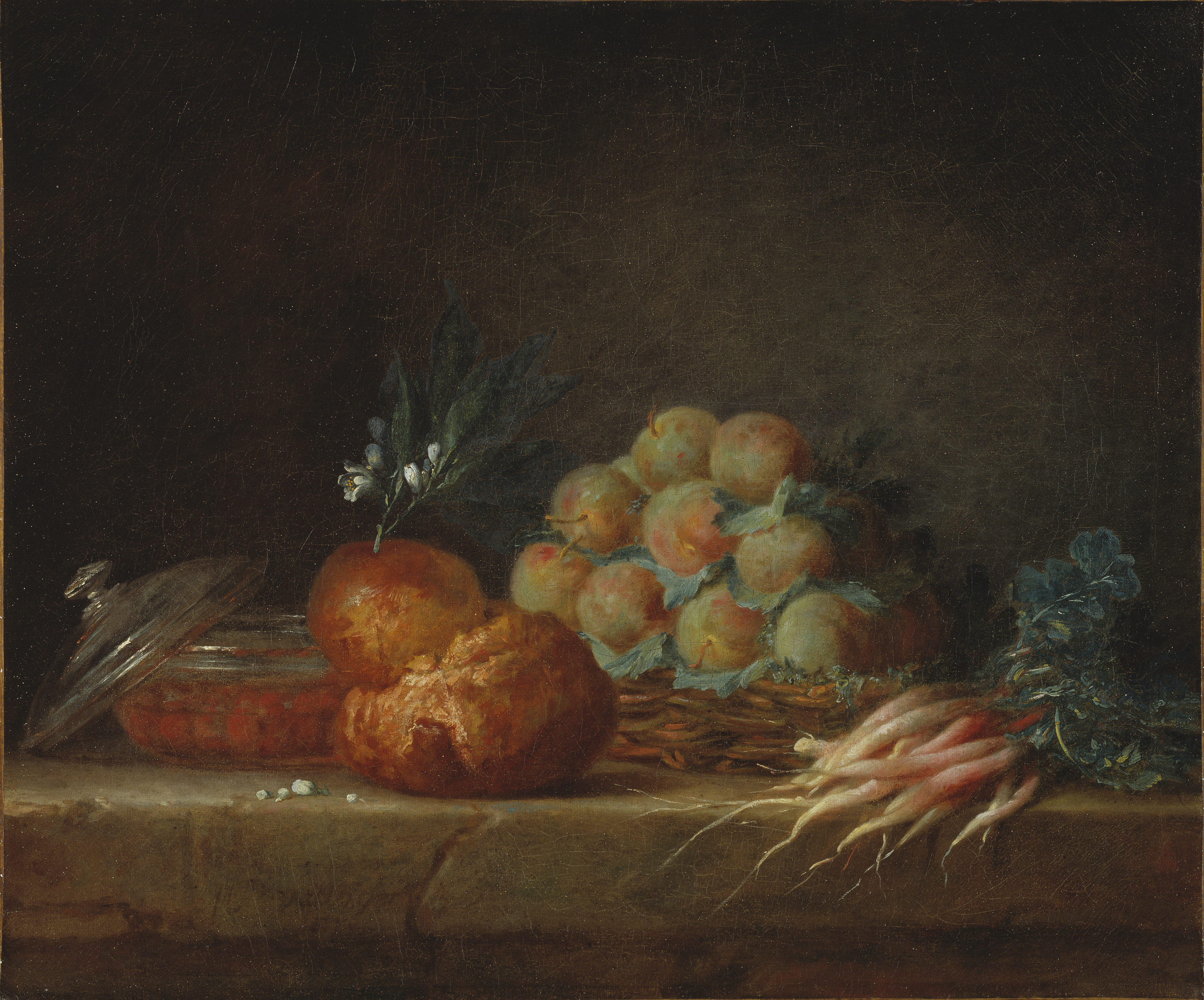
Brioche, fruits et légumes 1775, Stockholm.
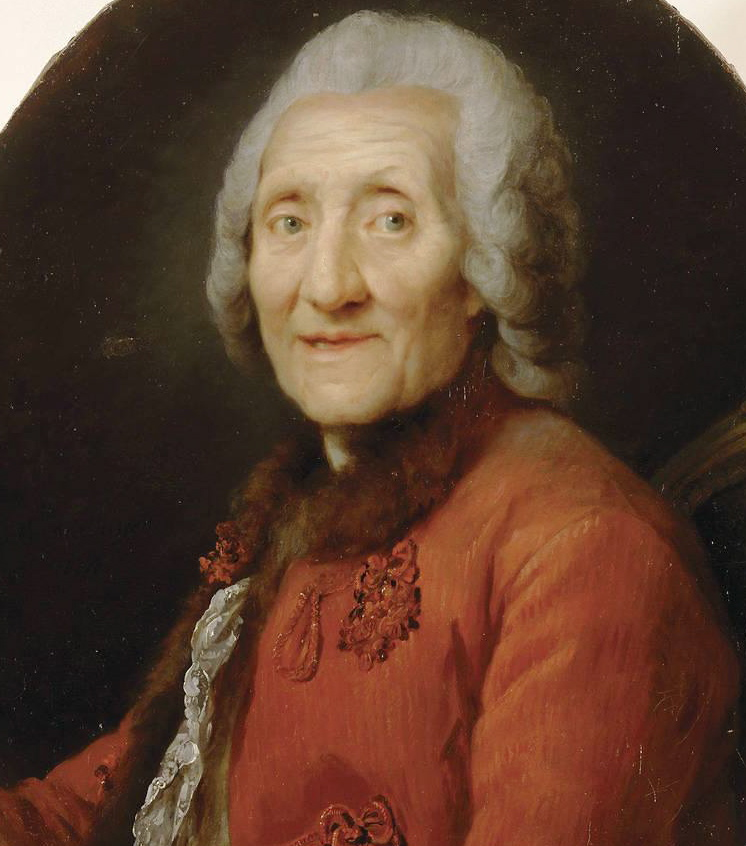
Joseph Charles Roëttiers 1777, château de Versailles.
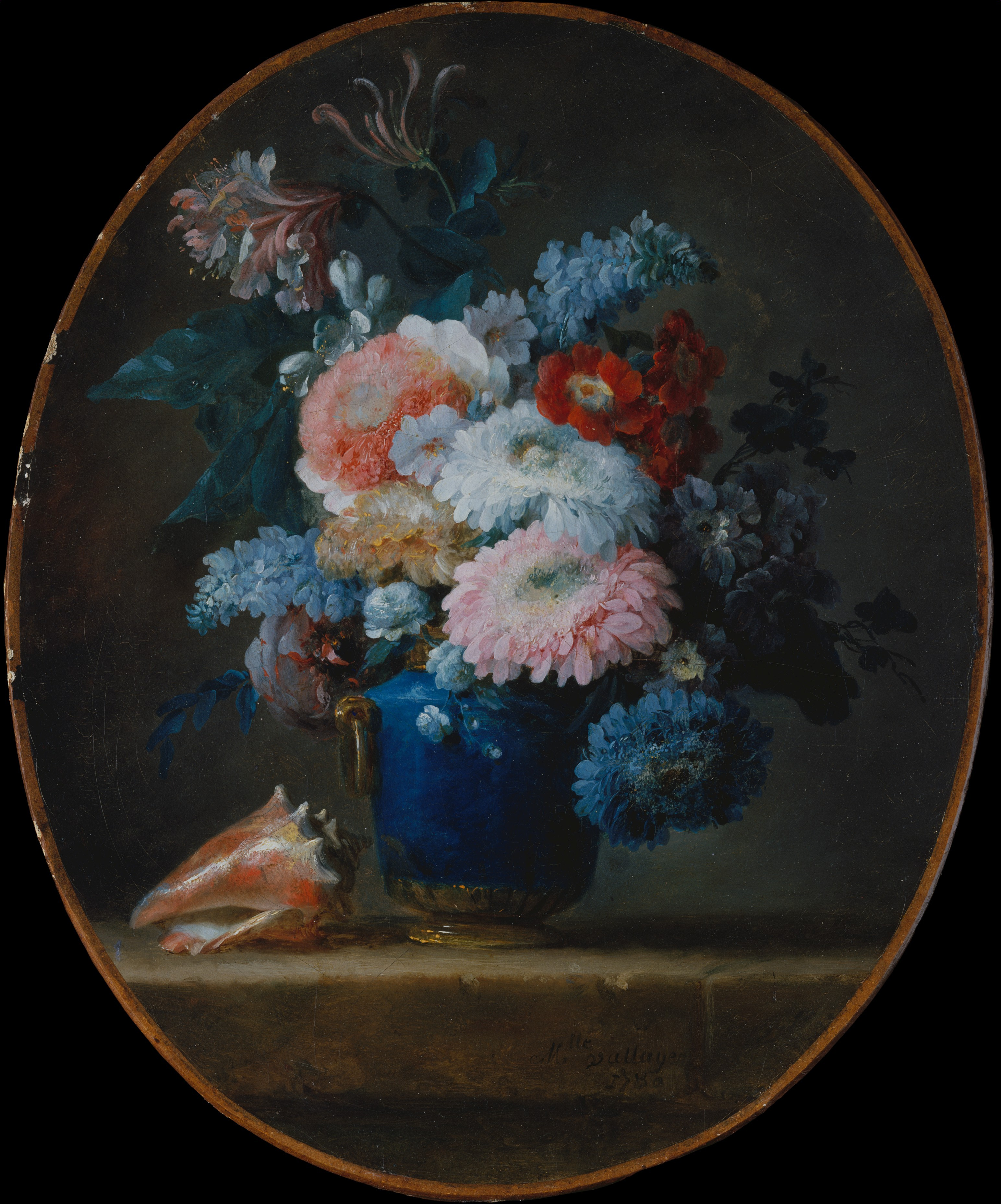
Vase de Fleurs 1780, Metropolitan museum.
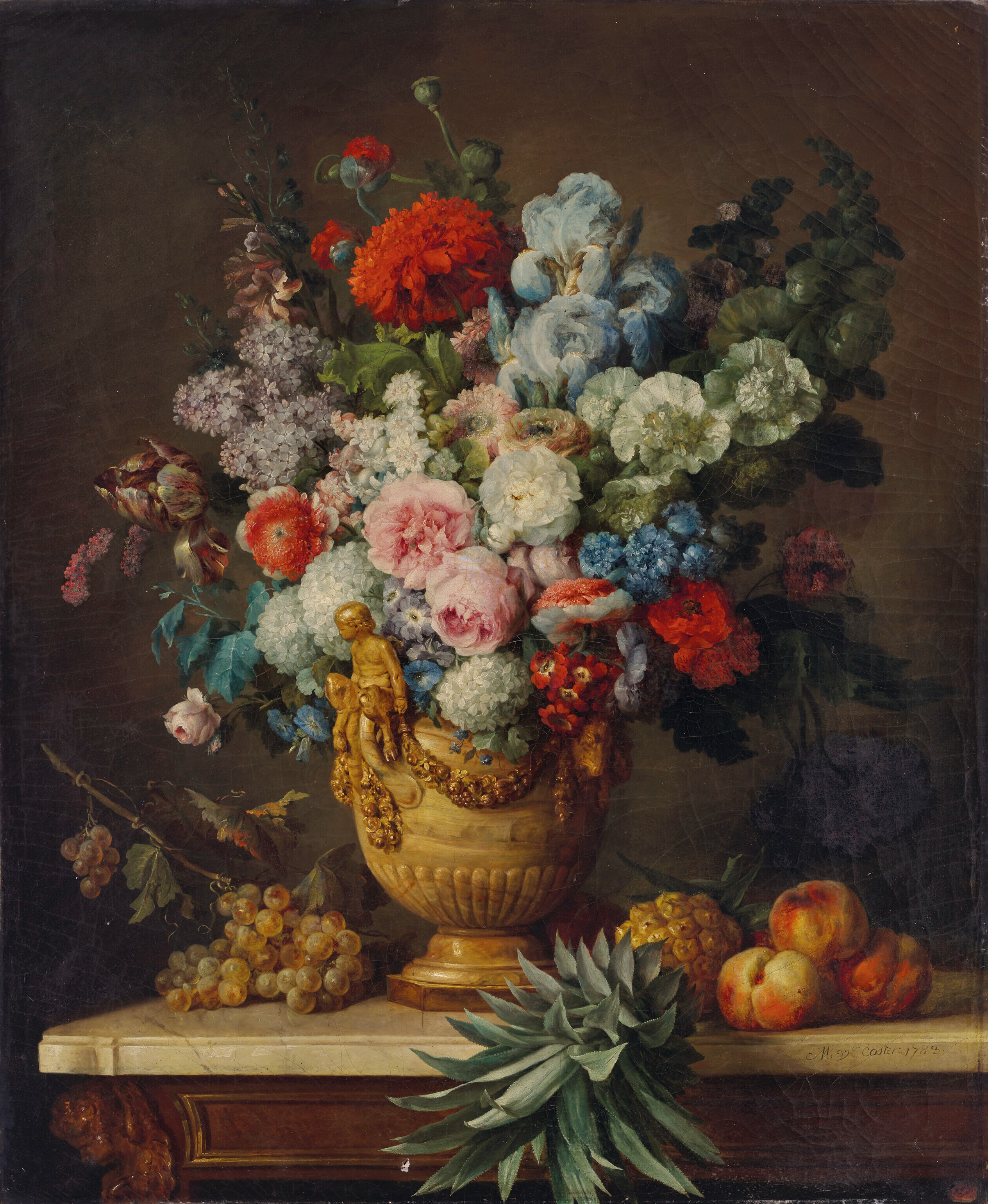
Nature morte au vase d’albâtre rempli de fleurs avec sur une table plusieurs espèces de fruits, comme ananas, pêches et raisins, 1783 (Washington, National Gallery of Art)
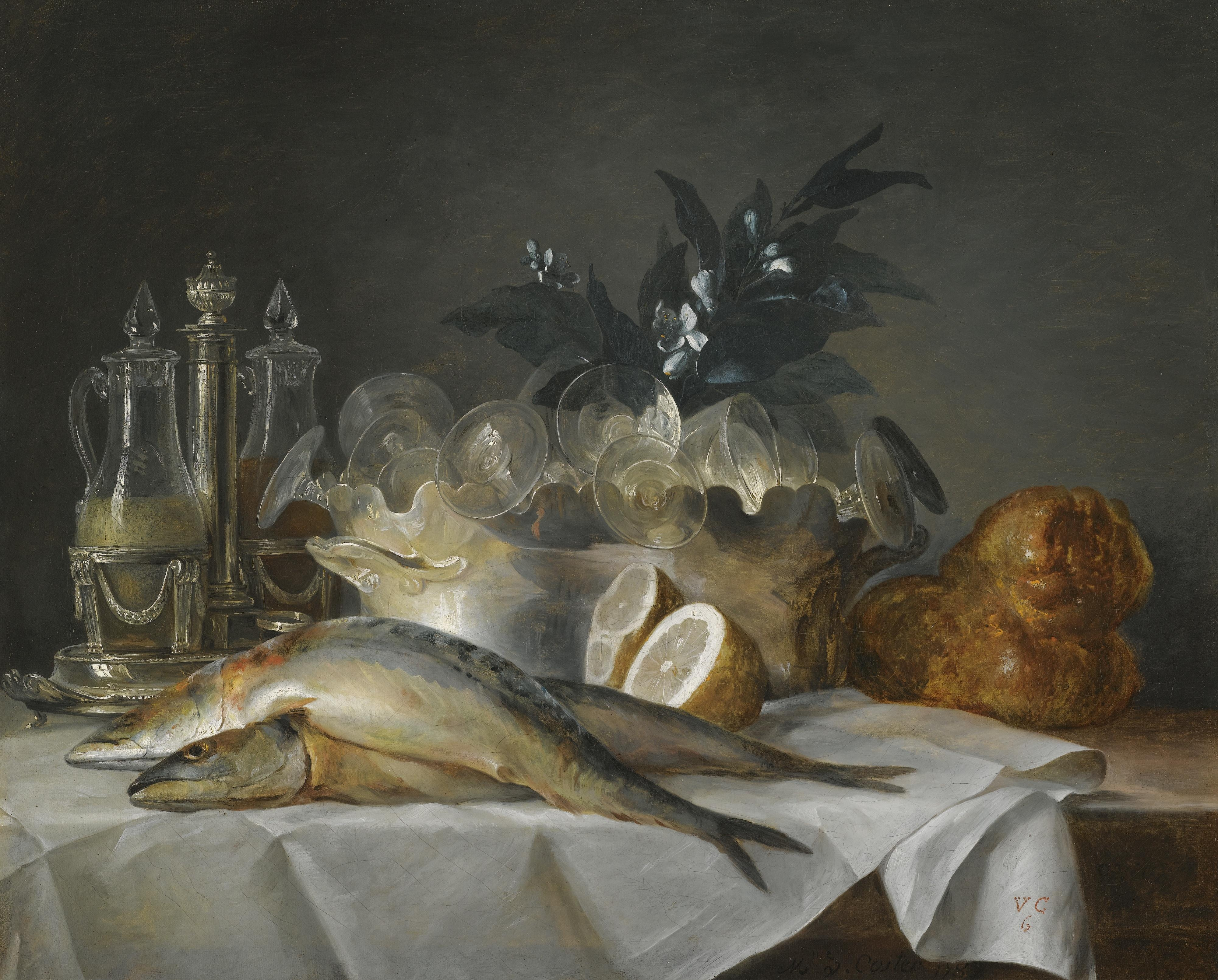
Maquereau, verrerie et pain 1787, Fort Worth, Kimbell Art Museum.
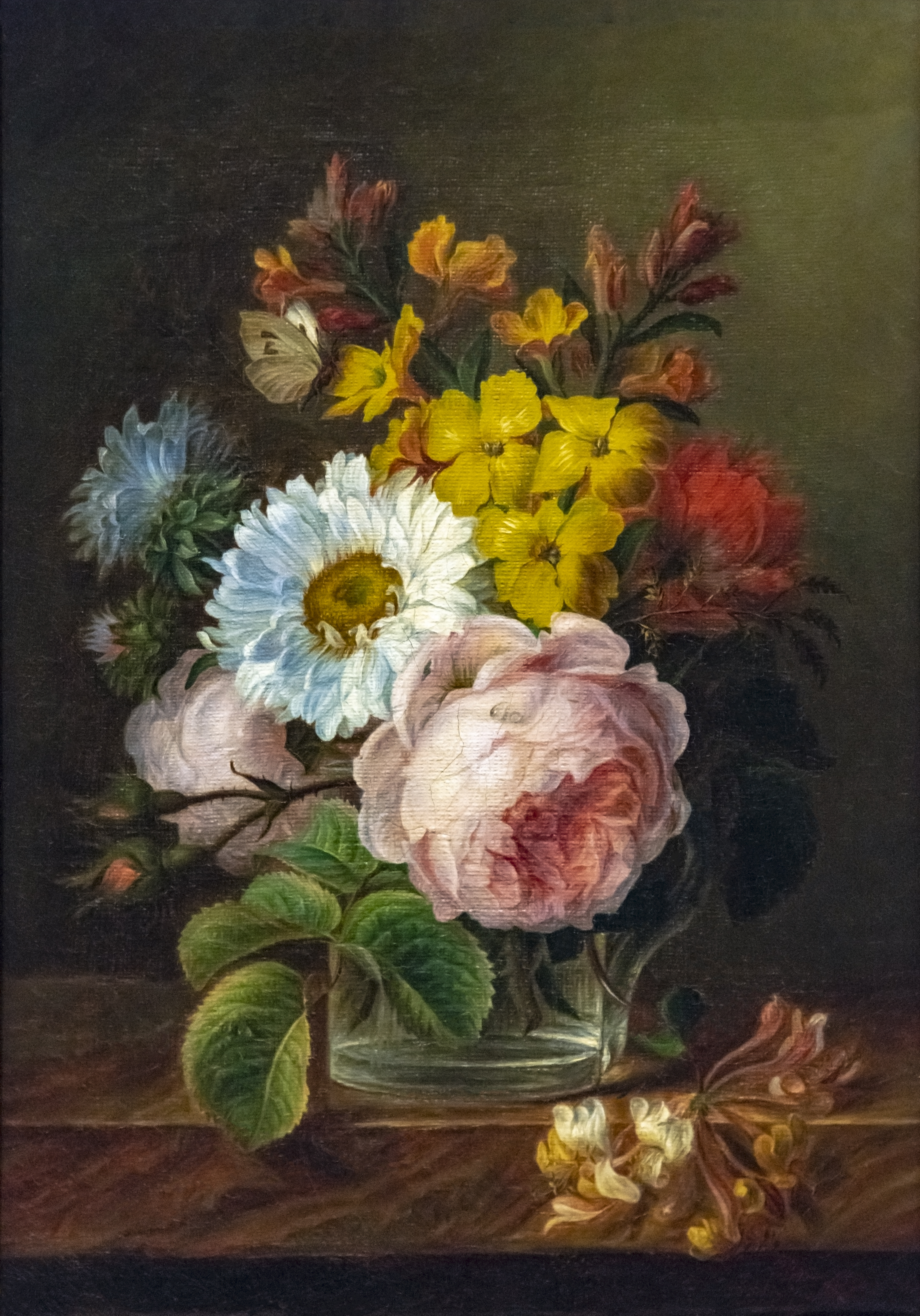
Bouquet de fleurs Musée des beaux-arts de Carcassonne.
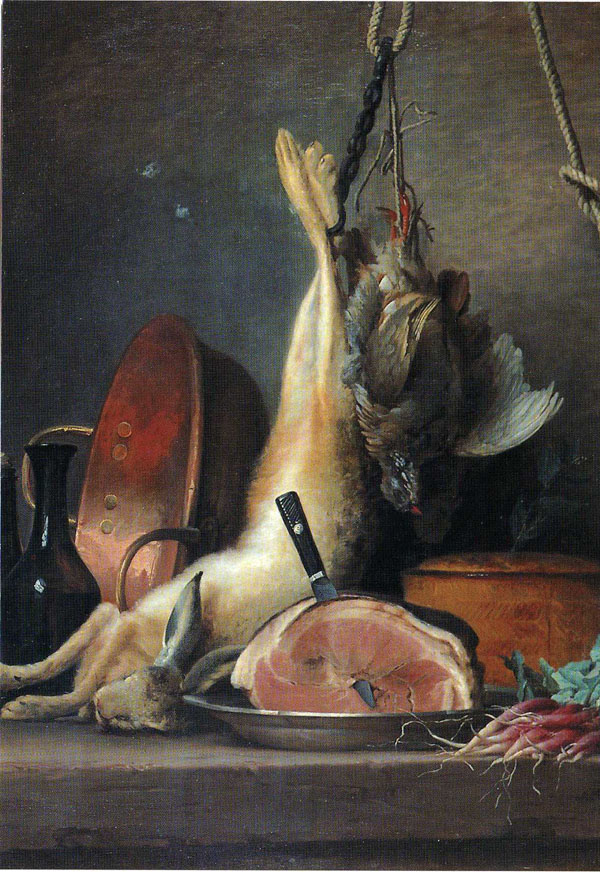
Nature morte au lièvre Musée des beaux-arts de Reims.
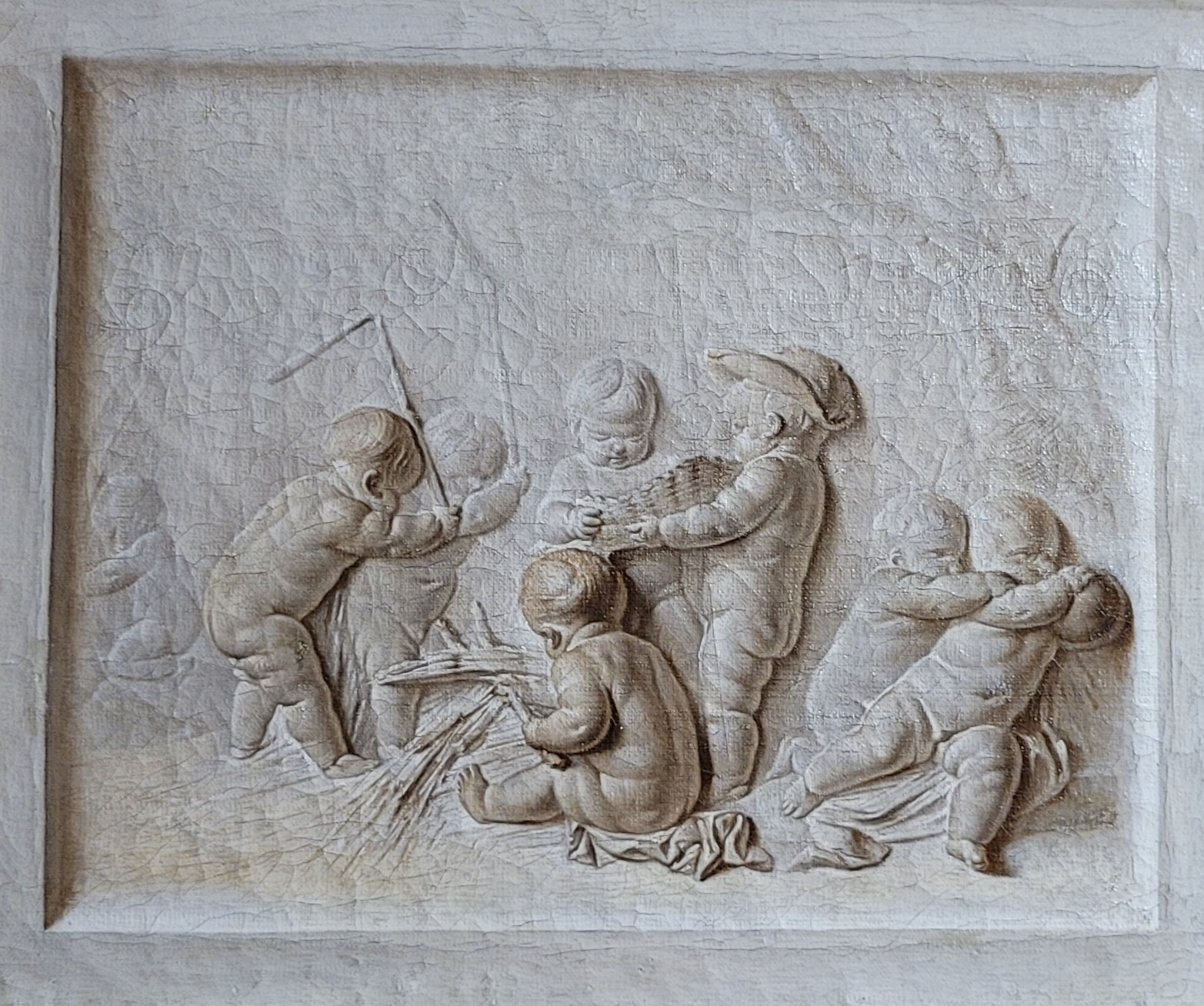
Anne Vallayer-Coster (1744-1818), L'Amour battant les blés, huile sur toile, dépôt du Louvre de 1872 au musée de Semur-en-Auxois